# 安芸町 (広島県)
安芸町（あきちょう）はかつて広島県安芸郡に存在した町である。
1974年11月1日に安芸郡熊野跡村とともに広島市に編入されて消滅した。現在は広島市東区の一部である。

## 沿革
- 1889年4月1日 - 市町村制施行。町域には当時安芸郡温品村と高宮郡福木村があった。
- 1898年10月1日 - 高宮・沼田両郡が統合して安佐郡が成立したことに伴い、福木村は安佐郡に属する村になった。
- 1956年3月31日 - 安芸郡温品村と安佐郡福木村が対等合併して安芸郡安芸町が成立する。
- 1974年11月1日 - 安芸郡熊野跡村とともに広島市に編入されたことに伴い消滅した。

## 地理
河川
- 府中大川 - 太田川支流。

山
- 呉娑々宇山（標高682.2m）
- 藤ヶ丸山（標高665.4m）
- 二ヶ城山（標高483.2m）
- 鷹の条山（標高438.2m）
- 高尾山（標高424.5m）

## 大字
- 馬木（うまき）
- 温品（ぬくしな）
- 福田（ふくだ）

## 交通
（1974年10月31日当時のデータ）

### 鉄道
町内は通っていない。ただし国鉄の官舎が存在している。

### 道路
国道
- 町内は通っていない。

主要地方道
- 町内は通っていない。

その他の県道
- 広島県道152号府中祇園線
- 広島県道175号上深川広島線 - 現：広島県道70号広島中島線

なお、広島市編入後の1987年には福田に山陽自動車道広島東ICが開通したが、開通前の仮称は「安芸インターチェンジ」だった。

## 教育
（1974年10月31日当時のデータ）
小学校
- 安芸町立安芸小学校 - 広島市編入後の1985年に広島市立上温品小学校に改称。
- 安芸町立温品小学校
- 安芸町立福木小学校

中学校
- 安芸町立安芸中学校 - 広島市編入後の1985年に広島市立温品中学校に改称。

高等学校
- 広島県立安芸高等学校